# Aabybro
Aabybro eller Åbybro  er en by i Vendsyssel med 6.721 indbyggere  (2025), beliggende i Aaby Sogn. Byen ligger i Jammerbugt Kommune og hører til Region Nordjylland.
Aabybro var tidligere hovedbyen i Aabybro Kommune i det tidligere Hjørring Amt/ Nordjyllands Amt, men ved kommunalreformen (2007) blev den hovedsæde i den nuværende kommune, Jammerbugt Kommune.
Den officielle retskrivning anbefaler at stave byens navn med Å, men Aa er tilladt, hvis det bruges lokalt. Aabybro er dog ikke med som et opslagsord i retskrivningsordbogen. Kommunen bruger oftest Aa-stavemåden, men Å forekommer også. Se: Ålborg: Stavemåde Å/Aa.

## Historie
Aabybro omtales i 1664 som benævnelse for passagen over Ryå.
Landsbyen Aaby bestod i 1682 af 17 gårde og 23 huse med jord. Det samlede dyrkede areal udgjorde 296,8 tønder land skyldsat til 86,20 tønder hartkorn. Dyrkningsformen var alsædebrug.
I 1875 beskrives forholdene således: "Aaby med Kirke, Præstegaard, Skole, Pogeskole, Kro (Aabybro Kro) og 2 Veirmøller".
Der var til slutningen af 1800-tallet pramfart på Ryå fra Limfjorden til den nordjyske by. Omkring år 1900 beskrives forholdene således: "Aaby, ved Landevejen, med Kirke, Præstegd., Afholdshjem (opf. 1897), Missionssal (opf. 1897), 2 Skoler (nordre og søndre Sk.), Folkehøjskole (opf. 1900), Sparekasse for A.-Birsted Sogne (opr. 4/10 1869; 31/3 1898 var Sparernes Tilgodehav. 285,151 Kr., Rentef. 3 3/5 pCt., Reservef. 22,458 Kr., Antal af Konti 745), Markedsplads (Marked i Apr. og Sept.), Kro (Aabybro Kro), Mølle, Dampmølle, Andelsmejeri, Jærnbanestation (Aabybro), Telegraf- og Telefonstation samt Postkontor". I 1906 havde byen 373 indbyggere, i 1911 422 og i 1916 479 indbyggere. Aabybro Station blev lukket i 1969.
Aabybro var fra 1897 – 1969 stationsby på Fjerritslev-Frederikshavn Jernbanen (FFJ) og Hjørring-Løkken-Aabybro (HLA) fra 1913 – 1963. Jernbanen førte til en kraftig vækst i stationsbyen: i 1921 havde byen 542 indbyggere, i 1925 562, i 1930 583, i 1935 649, i 1940 681, i 1945 870, i 1950 1.188, i 1955 1.250, i 1960 1.346 og i 1965 2.112 indbyggere.
I 1924 omtales stationsbyen som havende skoler, sparekasse, hotel og gæstgivergård, flere brugsforeninger og købmænd, håndværkere, farveri, en sodavandsfabrik, margarinefabrik, savværk, bryggeri, cementfabrik og mejerier.
I 1961 havde Aabybro flere skoler, politistation, biograf, kro, hotel, bank, sparekasse, mejerier, telefoncentral, jernbane, telegraf, postekspedition og med flere industrier. Med tiden blev Aabybro et egnscenter for området mellem Fjerritslev og Vester Brønderslev med oplandsydelser og industri.

## Erhvervslivet
I byen findes flere erhvervsvirksomheder, blandt andre TV2/Nord og Aabybro Mejeri, hvor sidstnævnte især er kendt for Ryå Is samt en tvist om, hvorvidt mejeriet måtte kalde sine produkter for energitætte. Fødevarestyrelsen tabte sagen, og Aabybro Mejeri bruger fortsat sin betegnelse.

## Kendte bysbørn
Skuespillerinden Helle Dolleris er født i Aabybro.
Fodboldspilleren Thomas Augustinussen, som tidligere spillede i AaB Fodbold, er vokset op i Aabybro og har spillet i den lokale fodboldklub AAIF.
Tidligere journalist og chefredaktør, Alice Vestergaard, er født i Aabybro. Hun var gift med forhenværende udenrigsminister, Uffe Ellemann-Jensen, med hvem hun bl.a. har sønnen partiformand for Venstre, Jakob Ellemann-Jensen.
Basketspilleren Lars Mortensen er vokset op i Aabybro og senere flyttet til Sverige og har spillet EM og VM.